# Championnat du Liban de football 1995-1996
Navigation
Saison précédente Saison suivante
La saison 1995-1996 du Championnat du Liban de football est la trente-sixième édition du championnat de première division au Liban. Les quatorze meilleurs clubs du pays sont regroupés au sein d'une poule unique où ils s'affrontent deux fois au cours de la saison, à domicile et à l'extérieur. En fin de saison, les deux derniers du classement sont relégués et remplacés par les deux meilleurs clubs de deuxième division.
C'est le club d'Al Ansar, tenant du titre depuis 1988, qui remporte à nouveau le championnat cette saison, après avoir terminé en tête du classement final avec onze points sur Safa Beyrouth et dix-huit sur un duo composé de Nejmeh SC et d'Al Borj. C'est le huitième titre de champion du Liban de l'histoire du club, qui réalise un nouveau doublé en s'imposant en finale de la Coupe du Liban face à Nejmeh.

## Les clubs participants
| - Al Ansar - Safa Beyrouth - Al Riyada Wal Adab - Promu de D2 - Nejmeh SC - Al Borj - Club Sagesse - Homenmen Beyrouth | - Shabab Al Sahel - Promu de D2 - Harakat Al Shabab - Al Tadamon Tyr - Racing Club de Beyrouth - Homenetmen Beyrouth - Al Ahly Sarba - Akhaa Ahli Aley |

## Compétition

### Classement
Le barème utilisé pour établir le classement est le suivant :
- Victoire : 3 points
- Match nul : 1 point
- Défaite : 0 point

| Rang | Équipe                  | Pts | J  | G  | N  | P  | Bp | Bc | Diff |
| ---- | ----------------------- | --- | -- | -- | -- | -- | -- | -- | ---- |
| 1    | Al Ansar'T'C            | 60  | 26 | 18 | 6  | 2  | 52 | 11 | +41  |
| 2    | Safa Beyrouth           | 49  | 26 | 14 | 7  | 5  | 43 | 22 | +21  |
| 3    | Nejmeh SC               | 42  | 26 | 11 | 9  | 6  | 33 | 28 | +5   |
| 4    | Al Borj                 | 42  | 25 | 11 | 9  | 5  | 28 | 23 | +5   |
| 5    | Al Tadamon Tyr          | 40  | 26 | 10 | 10 | 6  | 38 | 32 | +6   |
| 6    | Homenetmen Beyrouth     | 39  | 26 | 11 | 6  | 9  | 47 | 35 | +12  |
| 7    | Homenmen Beyrouth       | 37  | 26 | 9  | 10 | 7  | 41 | 34 | +7   |
| 8    | Akhaa Ahli Aley         | 32  | 26 | 8  | 8  | 10 | 28 | 27 | +1   |
| 9    | Club Sagesse            | 31  | 25 | 6  | 13 | 6  | 32 | 31 | +1   |
| 10   | Shabab Al SahelP        | 30  | 26 | 7  | 9  | 10 | 27 | 32 | -5   |
| 11   | Al Riyada Wal AdabP     | 30  | 26 | 7  | 9  | 10 | 28 | 38 | -10  |
| 12   | Racing Club de Beyrouth | 27  | 26 | 6  | 9  | 11 | 30 | 38 | -8   |
| 13   | Harakat Al Shabab       | 23  | 26 | 6  | 5  | 15 | 27 | 44 | -17  |
| 14   | Al Ahly Sarba           | 4   | 26 | 0  | 4  | 22 | 11 | 70 | -59  |

|  | Qualification pour la Coupe d'Asie des clubs champions 1996-1997                      |
|  | Qualification pour la Coupe des Coupes 1996-1997                                      |
|  | Relégation en deuxième division                                                       |
|  | T : Tenant du titre C : Vainqueur de la Coupe du Liban P : Promu de deuxième division |

## Bilan de la saison
| Championnat du Liban de football 1995-1996                        |                     |
| Champion                                                          | Al Ansar (8e titre) |
| Coupes et trophées                                                |                     |
| Vainqueur de la Coupe du Liban 1995-1996                          | Al Ansar            |
| Qualifications continentales                                      |                     |
| Coupe d'Asie des clubs champions 1996-1997                        | Nejmeh SC           |
| Coupe des Coupes 1996-1997                                        | Al Ansar            |
| Promotions et relégations                                         |                     |
| Promus en Premier League                                          | Shabab Al Mazraa    |
| Promus en Premier League                                          | Salam Zgharta       |
| Relégués en Championnat du Liban de football de deuxième division | Harakat Al Shabab   |
| Relégués en Championnat du Liban de football de deuxième division | Al Ahly Sarba       |